# Héctor Santos
Héctor Santos (1944. október 29. – 2019. május 7.) uruguayi válogatott labdarúgó.

## Pályafutása

### A válogatottban
1970 és 1976 között 14 alkalommal szerepelt az uruguayi válogatottban. Részt vett az 1970-es és az 1974-es világbajnokságon.

## Sikerei, díjai
Nacional
- Uruguayi bajnok (2): 1971, 1972
- Copa Libertadores (1): 1971
- Interkontinentális kupagyőztes (1): 1971
- Copa Interamericana (1): 1971

Peñarol
- Uruguayi bajnok (2): 1967, 1968
- Copa Libertadores (1): 1966
- Interkontinentális kupagyőztes (1): 1966
- Interkontinentális bajnokok szuperkupája (1): 1969